# 罗克萨娜·斯卡拉特
罗克萨娜·斯卡拉特（羅馬尼亞語：Roxana Scarlat，1975年1月3日—），罗马尼亚女子击剑运动员。她曾代表罗马尼亚参加1996年和2004年夏季奥林匹克运动会击剑比赛，其中1996年奥运会获得一枚银牌。